# دختران بلا، مردان ناقلا
دختران بلا، مردان ناقلا فیلمی به کارگردانی نظام فاطمی و نویسندگی احمد نجیب زاده محصول سال ۱۳۵۳ است.

## خلاصه داستان
احسان (یدالله شیراندامی) و امیر (منوچهر وثوق) دو برادرند که به دلیل بدهکاری هایشان به همراه دوست مشترکشان ماشاالله (سید علی میری) به شمال می‌روند تا در ویلای او پنهان شوند...

## بازیگران
- منوچهر وثوق
- هاله
- پرستو
- یداله شیراندامی
- علی میری
- علی‌اکبر طوفان‌پناه
- اویسی
- محمد ورشوچی
- اکبر اصفهانی
- علی دهقان
- حسین شهاب
- یکتا
- نریمان شیری فرد
- فرهاد خوشبخت
- مریم صفا
- احمد قدکچیان